# أنتون زمليانوخين
أنتون ألكساندروفيتش زمليانوخين (روسية: Антон Александрович Землянухин؛ مواليد 11 ديسمبر 1988 في قند، قيرغيزستان) هو لاعب كرة قدم قيرغيزستاني يلعب مع نادي سيساكيت في الدوري التايلاندي الممتاز كلاعب وسط. بدأ أنتون زمليانوخين مسيرته الرياضية عام 2006 مع نادي موراس-سبورت بيشكك.

## الجوائز والإنجازات

### الإنجازات مع النادي أو المنتخب
| النادي أو المنتخب | البطولة                | مرات الفوز | الأعوام أو المواسم |
| ----------------- | ---------------------- | ---------- | ------------------ |
| أبديش-آتا قند     | كأس كازاخستان          | 3          | 2007، 2009، 2011   |
| آكتوبه            | دوري كازاخستان الممتاز | 1          | 2013               |

### الإنجازات الفردية
| الإنجاز                  | مرات الفوز | الأعوام أو المواسم |
| ------------------------ | ---------- | ------------------ |
| لاعب العام في قيرغيزستان | 1          | 2015               |

## روابط خارجية
- أنتون زمليانوخين على موقع الاتحاد الدولي (مؤرشف)  (الإنجليزية)
- أنتون زمليانوخين على موقع الاتحاد الأوربي (الإنجليزية)
- أنتون زمليانوخين على موقع اتحاد تركيا (لاعب) (الإنجليزية)
- أنتون زمليانوخين على موقع قاعدة بيانات كرة القدم.إي يو (الإنجليزية)
- أنتون زمليانوخين على موقع ناشيونال فوتبول تيمز (الإنجليزية)
- أنتون زمليانوخين على موقع Soccerway.com (الإنجليزية)
- أنتون زمليانوخين على موقع عالم كرة القدم.نت (الإنجليزية)